# Paul Schultze-Naumburg
Paul Schultze-Naumburg (Naumburg, 10 giugno 1869 – Jena, 19 maggio 1949) è stato un architetto tedesco.
Fu uno dei critici più avversi all'architettura moderna, difensore dell'architettura neogermanica (Heimatschutzstil). Fu inoltre membro dell'organizzazione chiamata Kampfbund Deutscher Architekten und Ingenieure (KDAI), un'unità di propaganda para-governativa del partito nazista. Nel 1930 chiuse la scuola aperta a Weimar a somiglianza del Bauhaus per riformarla su basi filonaziste, eliminando persino le decorazioni parietali realizzate da Oskar Schlemmer.

## Biografia
Schultze-Naumburg nasce ad Almrich (ora accorpata a Naumburg) nell'attuale stato federale della Sassonia-Anhalt. Sposa alla fine dell'Ottocento la pittrice Ernestine Mack, nota poi col nome di Ernestina Orlandini, dal cognome del secondo marito. Nei primi anni del 1900 era già ben conosciuto come pittore ed architetto, segnalandosi come il più conservatore del gruppo di artisti che aveva creato lo Jugendstil e i laboratori Arts and Crafts a Monaco di Baviera.
Prima della prima guerra mondiale scrive degli articoli e dei libri che condannavano l'arte e l'architettura moderna in termini razzisti, fornendo ad Adolf Hitler le basi per le sue teorie sul riconoscimento delle vere radici dell'arte ariana nella Grecia classica e nel Medioevo.
A Saaleck nel 1922 Paul Schultze-Naumburg si unisce in matrimonio con Margarete Karolina Berta Dörr (1896-1960).
L'unione, senza prole, si dissolverà drammaticamente nel febbraio del 1934. Ma poche settimane dopo Margarete si risposa con il Ministro degli Interni del III Reich Wilhelm Frick.
Tra alcuni dei suoi testi: Die Kunst der Deutschen. Ihr Wesen und ihre Werke (L'arte dei tedeschi. I suoi caratteri e le sue opere) e Kunst und Rasse (Arte e razza), in quest'ultimo, pubblicato nel 1928, egli avanzava che solo gli artisti di "razza pura" potessero produrre un'arte sana che conservasse gli ideali immortali della bellezza classica, tanto che gli artisti contemporanei "meticci" facessero prova della loro inferiorità e corruzione producendo delle opere difformi. Per darne prova propose delle immagini fotografiche di persone che presentavano deformità o malattie al fianco di immagini di opere d'arte moderne.
Schultze-Naumburg muore a Jena nel 1949. L'urna con le sue ceneri verrà posta nel mausoleo che aveva progettato nel 1909 per il poeta Ernst von Wildenbruch nel Cimitero Storico di Weimar (Historischer Friedhof Weimar).

## Costruzioni e progetti
Nel periodo fra il 1901 e il 1944 Paul Schultze-Naumburg lavorò a 85 edifici abitativi, 34 progetti commerciali, 40 palazzi e residenze di campagna, sei edifici mortuari e quattro parchi. Inoltre vi sono almeno 15 opere la cui origine non è chiara, così come una serie di progetti mai realizzati e piani di costruzioni.
- 1901–1933: Edifici per officine vicino alla rocca di Saaleck
- 1904–1905: Casa di campagna per Fritz Koegel a Saaleck
- 1904: Due abitazioni di medici con relativi studi a Sebnitz[6]
- 1904: Villa per il commerciante di musiche Albert Schuster a Markneukirchen, Pestalozzistraße 19[6][7]
- 1904–1905: Palazzo Freudenberg per il pittore James Pitcairn-Knowles a Wiesbaden-Dotzheim
- 1904/1905: Ristrutturazione e ampliamento del Palazzo Neudeck per il maggiore Lettre a Herzberg
- 1905: Abitazione per il direttore di scuola secondaria Halverscheid a Gevelsberg, Milsper Str. 30 (1965 abgerissen)[6]
- 1905–1906: Abitazione con studio medico per Jutzler a Schopfheim

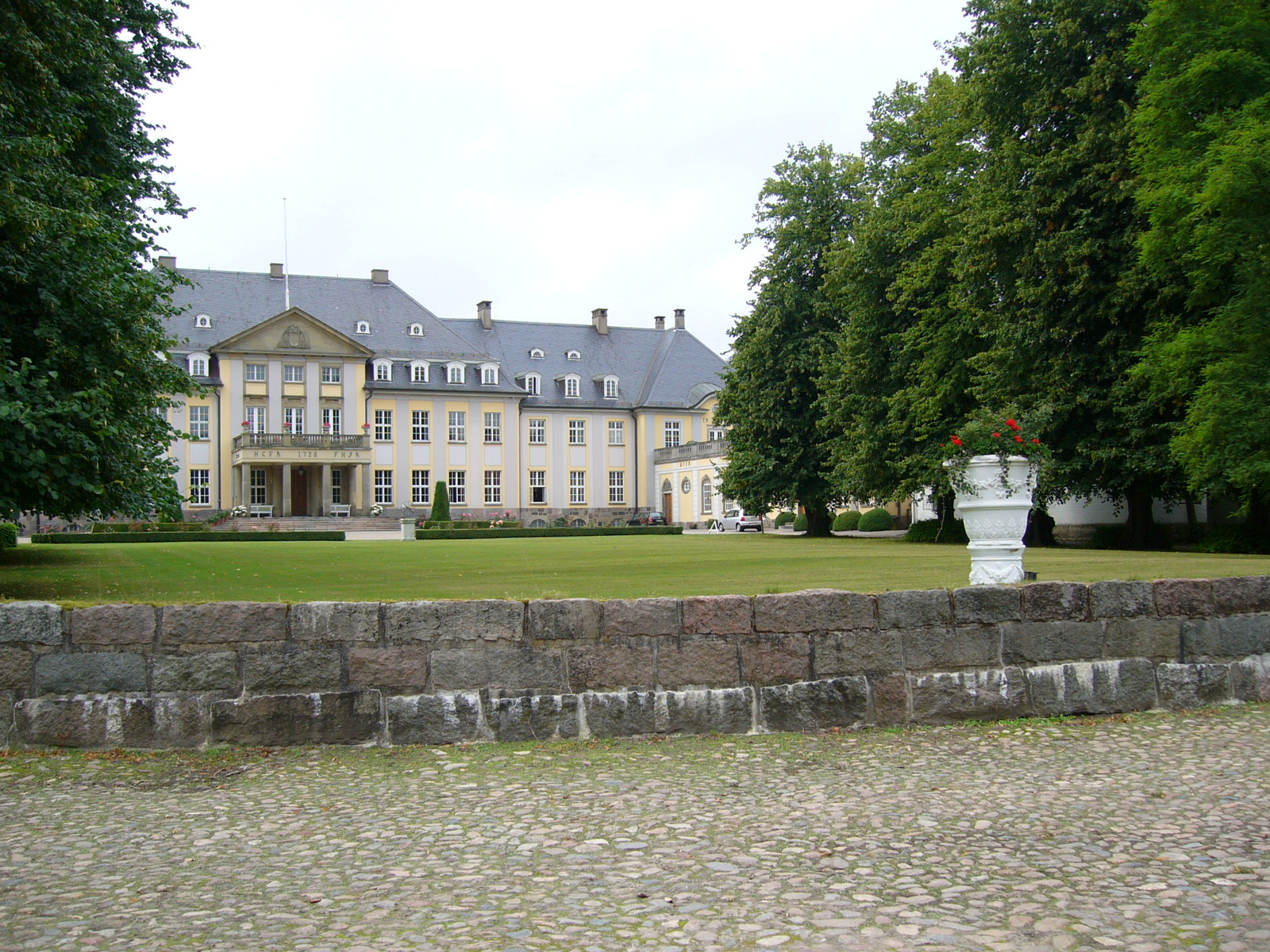
Casa signorile sul Gut Altenhof

- 1905–1907: Casa signorile sul Gut Altenhof per il conte Th. von Reventlow
- 1906: Abitazione per l'agrimensore governativo Dischler a Swinemünde[6]
- 1906: Casa parrocchiale a Hilsbach (Baden), Marktstr. 11[6]
- 1906: Abitazione Morgenroth a Wernigerode, Kanzleistr. 9[6]
- 1906–1907: Villa Ithaka per il poeta Ernst von Wildenbruch a Weimar, Am Horn 25[6]
- 1906–1907: Kurheim per Edgar Apolanth a Bad Kissingen[6]
- 1906–1907: Casa Walhalla del K.St.V. Walhalla Würzburg a Würzburg, Mergentheimer Straße 32[6]
- 1906–1908: Ristrutturazione e ampliamento di Casa Bartholdy per Otto von Mendelssohn Bartholdy a Potsdam, Bertinistraße 1-5
- 1906–1908: Abitazione per il consigliere conte d'Haussonville a Gorzów Wielkopolski[6]
- 1906–1909: Palazzo Peseckendorf per il proprietario terriero Friedrich Schaeper[6]
- 1907: Palazzo Hackhausen a Solingen per Augusto von Recklinghausen
- 1907: Palazzo Katzdangen per il barone Carl Manteuffel-Szoege (1872–1948) presso Hasenpoth, Lettland
- prima del 1908: Case d'abitazione per impiegati nel Lussemburgo[6]
- 1908: Abitazione per Neumann o Lehmann a Guben[6]
- 1908–1909: Nuovo palazzo a Bad Kissingen per Carl Freiherr von Lochner-Hüttenbach
- 1908–1909: Tomba di famiglia dei Berg und von Recklinghausen a Solingen
- 1909–1910: Abitazione per il commerciante Wilhelm Minner a Arnstadt
- 1909: Abitazione per il direttore della centrale elettrica Siegerland a Siegen
- 1909: Abitazione per il procuratore Victor Niemeyer a Essen (distrutta dal 1930)
- 1909–1913: Palazzo Bahrendorf per il proprietario terriero H. A. Schaeper
- 1909: Casa del guardiaboschi per Tilo von Wilmowsky a Gottfriedsroda
- 1910–1911: Giardino pubblico a Bad Kösen (realizzato solo in parte)
- 1910–1911: Casa in giardino sul Gut Rixförde presso Celle
- 1910: Abitazione per l'industriale Gustav Weese a Thorn
- 1910: Abitazione per il commerciante Rudolf Woldemar Schuster a Hamburg-Blankenese
- 1910: Abitazione per il console Heinrich von Stein a Colonia (distrutta durante la seconda guerra mondiale)
- 1910: Ampliamento della casa padronale sulla proprietà di Helmsdorf per il barone von Krosigk
- 1910: Ristrutturazione del Palazzo Trebsen per Georg von Zimmermann
- 1910: Palazzo Leitner a Jalkovec in Croazia
- 1910: Casa di campagna per l'industriale Willy Müller a Saaleck
- 1911: Abitazioni della Blancke-Werke a Merseburg
- 1911: Abitazione per Max Heimann a Colonia (distrutta durante la seconda guerra mondiale)
- 1912: Abitazione per W. Villinger ed Emile Zeller ad Anversa
- 1912–1914: Palazzo Marienthal a Eckartsberga per Tilo Freiherr von Wilmowsky

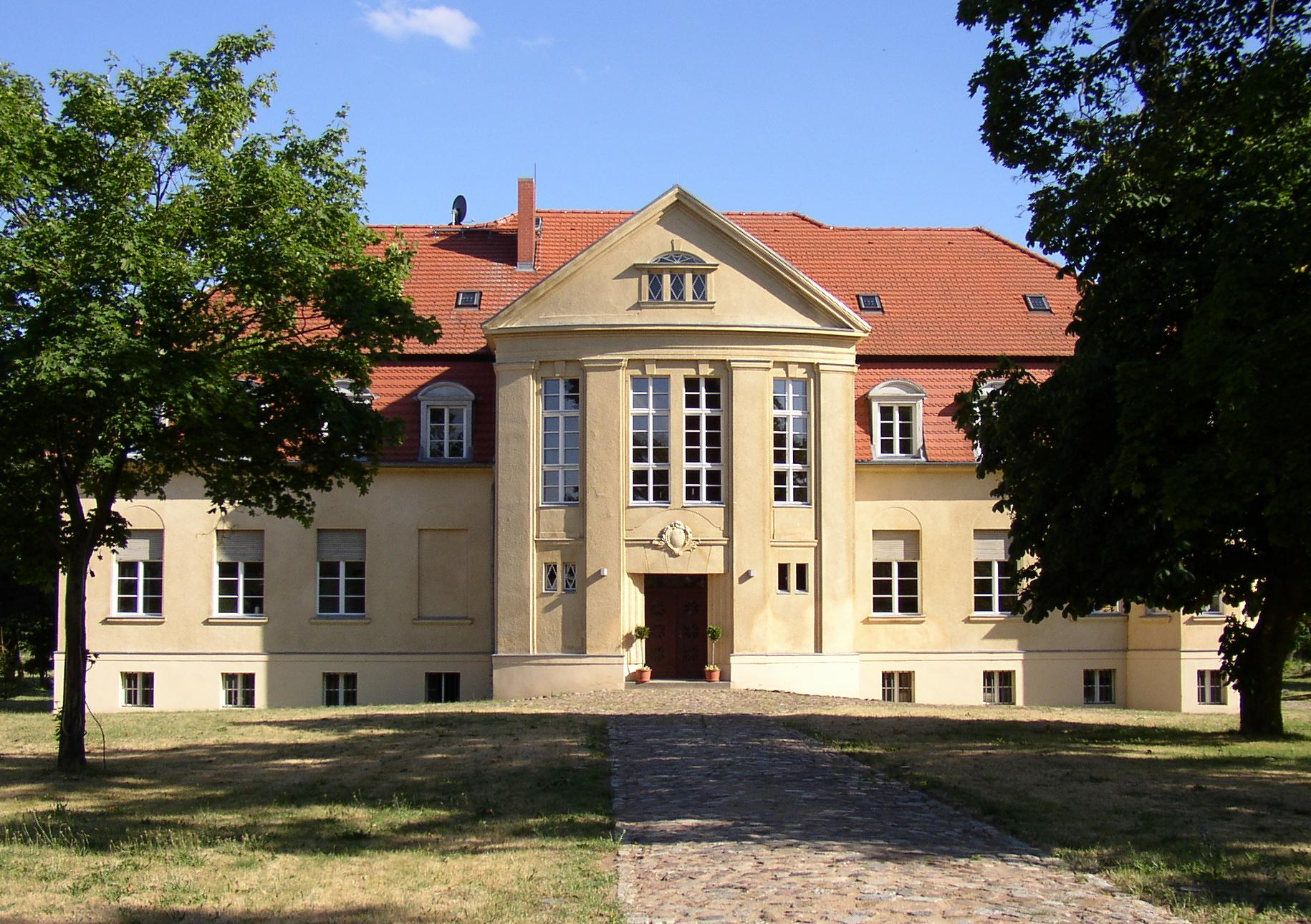
Casa colonica a Grabow

- 1912–1914: Casa padronale per il capo dei guardiaboschi von Lindequist a Grabow bei Blumenthal
- 1912: Casa signorile a Werdohl per l'industriale Schmidt
- 1912: Kreishaus a Malmedy
- 1912–1914: Abitazione per il Cavaliere Augusto Andreae a Potsdam

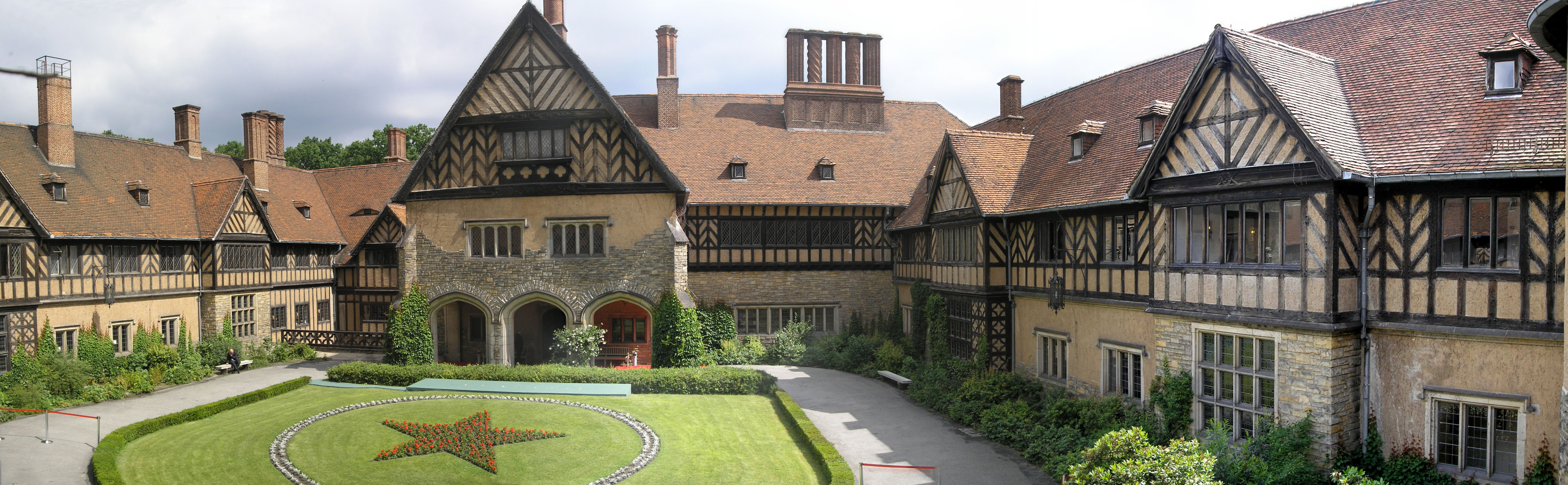
Palazzo Cecilienhof

- 1913–1917: Palazzo Cecilienhof a Potsdam per l'erede al trono Guglielmo di Prussia
- 1913: Edifici amministrativi di un gruppo carbonifero einer Kohlegrbe a Großkayna bei Merseburg
- 1914: Abitazione per Heinrich Weiß a Siegen
- 1919: Abitazione per il Principe Ernst von Sachsen-Meiningen ad Haubinda / Hildburghausen
- fra il 1915 e il 1920: Casa colonica per la famiglia von Bernuth a Keßburg, Prussia occidentale
- 1921: Abitazione nella tenuta Schlanstedt presso Oschersleben
- 1922–1923: Abitazione di Walter Rhodius a Burgbrohl, Vitumhof 45[8]
- 1923: Ristrutturazione ed ampliamento del palazzo Seeburg ad Hassegau per il maggiore Erich Wendenburg (1880–1928)
- 1924–1925: Gut Hospelt presso Bad Münstereifel-Odesheim per l'industriale Gustav Cramer
- 1926: Abitazione per Nonny Scharenberg a Güstrow
- 1926/1927: Abitazione per Carl Westphal a Raschwitz, oggi Westphalsche Haus
- 1926: Ristrutturazione di un'abitazione per l'industriale Hans Thyssen a Mülheim an der Ruhr (1978/1980 distrutta)
- 1927–1928: Residenza a schiera per la ditta Gebr. Borchers a Goslar
- 1927: Sede circondariale a Merseburg
- 1927–1936: Casa colonica Hartmanndorf per Rudolf Zersch presso Crossen an der Elster
- 1927: Complesso abitativo del sobborgo Raschwitz (di un progetto complessivo furono costruite solo tre case)
- 1928–1929: Abitazione per il Dr. Hans Frister a Herten
- 1929–1933: Villa Charlottenhof per Marie e Friedrich Flick a Kettwig

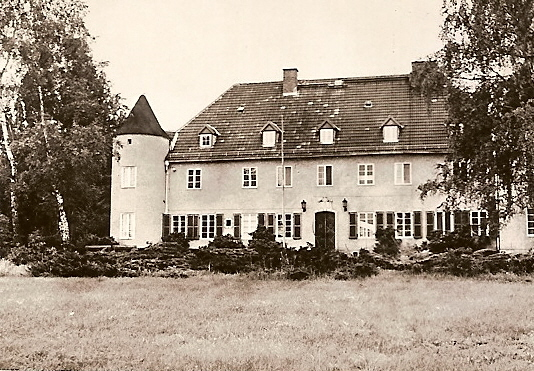
Palazzo Dahmshöhe

- 1930–1932: Palazzo Dahmshöhe (Waldschlösschen) per Siegfried Bieber presso Fürstenberg/Havel
- 1934–1935: Cassa di risparmio e sede circondariale a Parchim
- 1935: Ristrutturazione di Palazzo Stavenow a Perleberg per Paul Jakob Kees
- 1935: Cripta di Albrecht des Bären nel castello Ballenstedt
- 1936–1939: Monumento a Nietzsche a Weimar (iniziata dopo lo scoppio della seconda guerra mondiale, fu terminata nel 1945 come sede di trasmissioni radio)
- 1940: Ristrutturazione del palazzo di Friedeburg
- 1941: Ristrutturazione della casa nobiliare degli Laukischken, entro la quale ebbe sede l'istituto per la ricerca sugli allevamenti della Società Kaiser Wilhelm. Precedente proprietario fu[9]
- Ampliamento dell'ala occidentale della casa colonica della famiglia Nette a Beesenstedt